# Peter Forster (Journalist)
Urs Peter Forster (* 1946) ist ein Schweizer Journalist.

## Leben
Peter Forster studierte Geschichte an der Universität Zürich, wo er 1970 mit einer Arbeit zu einem kirchengeschichtlichen Thema promoviert wurde. Danach arbeitete er als Korrespondent der Neuen Zürcher Zeitung in Israel (unter anderem während des Jom-Kippur-Krieges), der Türkei, in Griechenland und auf Zypern. Er war Chefredaktor der Thurgauer Zeitung von 1981 bis 2000 und von 2005 bis 2019 der Militär-Fachzeitschrift Schweizer Soldat.
Von 1979 bis 2011 war Peter Forster Gemeindeammann von Salenstein. Er ist verheiratet mit Heidi Forster, Vater dreier Söhne, wohnhaft in Salenstein und war, ursprünglich Batteriekommandant der Artillerie, Milizoberst in der Abteilung Presse und Funkspruch.

## Werke
- Aber wahr muss es sein: Information als Waffe. Huber, Frauenfeld 1998.
- Bomben auf Beirut – Raketen auf Haifa. Huber, Frauenfeld 2006.
- Die verkaufte Wahrheit. Huber, Frauenfeld 2005.
- Fällt Jerusalem? Israel und die Araber: Tage der Entscheidung. Huber, Frauenfeld 2001.